# Château de la Roche-Othon
Le château de la Roche-Othon, parfois appelé simplement La Roche, est un édifice situé à Hérisson, en France.

## Localisation
Le château est situé sur la commune d'Hérisson, dans le département de l'Allier en région Auvergne-Rhône-Alpes. Il est établi sur un éperon rocheux dominant le cours de l'Aumance en rive gauche ; il se trouve en aval de la ville d'Hérisson, à environ 4 km au nord-ouest de celle-ci.

## Description
Le château est constitué par un corps de logis, avec deux bâtiments de communs entourant une cour intérieure. Le corps de logis est flanqué d'un petit pavillon, sans doute l'ancien donjon arasé au XVIIe siècle. Une tour carrée est engagée à l'angle du bâtiment. À l'intérieur le rez-de-chaussée et le premier étage conservent plusieurs cheminées d'époque gothique. La porte de l'ancienne enceinte relie actuellement deux bâtiments d'exploitation. Du côté extérieur, les restes d'une tour de flanquement rappellent la destination défensive de l'endroit.

## Historique
La Roche était, au Moyen Âge, un château fort contrôlant l'accès à Hérisson par la vallée de l'Aumance au nord-ouest.
La forteresse est entre les mains des Anglais au XIVe siècle. Elle est rachetée par le duc de Bourbon vers 1362. Elle appartient ensuite à la famille de Villelume et passe à la famille de Biotière par le mariage de Suzanne Henriette de Villelume, héritière en 1696 de son frère Louis, avec Antoine de Biotière, puis, par le mariage de leur fille Marie, à la famille de Chambon. En 1751, la seigneurie est rachetée par le comte de Fougières.
L'édifice est inscrit au titre des monuments historiques en 2010